# Dennis Breedlove
Dennis E. Breedlove (Oakland, 1939-2012) was een Amerikaanse botanicus. In 1968 behaalde hij aan de Stanford University een Ph.D. met het proefschrift The systematics of Fuchsia section Encliandra (Onagraceae) .
In 1960 begon hij samen met etnoloog Robert M. Laughlin aan een ruim dertig jaar durende etnobotanische inventarisatie van de plantenkennis van de Tzotzil uit Zinacantan in de hooglanden van Chiapas ( Mexico). Ze verzamelden gegevens van honderden personen over Tzotzil-namen voor plantengeslachten, -soorten en -variëteiten. In totaal identificeerden ze 1484 soorten en 30 geslachten waarvoor Tzotzil-namen bestaan. Dit resulteerde uiteindelijk in de publicatie van The Flowering of Man: A Tzotzil Botany of Zinacantan, een etnobotanische flora met daarin beschrijvingen van planten en hun betekenis voor de Tzotzil.
In 1972 verzamelde Breedlove voor zijn werkzaamheden voor Introduction to the Flora of Chiapas herbariummateriaal van een plant die tot dan toe onbekend was voor de wetenschap. In 1981 keerde hij samen met Bruce Bartholomew terug naar de plaats in Chiapas waar hij de plant voor het eerst had verzameld. Ze verzamelden zaden van het enige exemplaar dat ooit in het wild werd geregistreerd. Ze verzonden de zaden aan botanische tuinen als de Huntington Botanical Gardens en de University of California Botanical Garden, die beide in Californië zijn gevestigd. Toen Breedlove in 1986 terugkeerde op de plaats waar hij de plant had aangetroffen, was het gebied in landbouwgronden omgezet en was de plant verdwenen. Waarschijnlijk was deze in het wild uitgestorven. In 1987 verzorgde Breedlove samen met David Lorrence de eerste beschrijving van de plant als Deppea splendens.
Breedlove bracht een kloon van Passiflora membaranceae uit Chiapas in omloop, die in tegenstelling tot de dan toe bekende klonen in cultuur wel goed bloeide. Deze informeel als 'Breedlove-kloon' bekendstaande plant, werd voor het eerst gekweekt in het Strybing Arboretum in San Francisco. Later verzamelde John MacDougal in Guatemala een tweede kloon die in cultuur goed bloeide.
Breedlove is (mede)auteur van meer dan 40 botanische namen. Hij is (mede)auteur van artikelen in wetenschappelijke tijdschriften als Annals of the Missouri Botanical Garden, Brittonia, Novon en Systematic Botany. Hij was Academy Fellow van de California Academy of Sciences.

## Selectie van publicaties
- Principles of Tzeltal Plant Classification: An Introduction to the Botanical Ethnography of a Mayan-Speaking People of Highland Chiapas; Peter H. Raven, Brent Berlin & Dennis Eugene Breedlove; Academic Press (1974), ISBN 0127850473
- Introduction to the Flora of Chiapas, Pt. 1; Dennis E. Breedlove; California Academy of Sciences (1981); ISBN 0940228009
- Acanthaceae; Thomas F. Daniel & Dennis E. Breedlove; California Academy of Sciences (1995); ISBN 0940228351
- The Flowering of Man: A Tzotzil Botany of Zinacantan; Dennis E. Breedlove & Robert M. Laughlin; Smithsonian Institution Press (2000); ISBN 1560988975